# San Rocco (Stoss)
San Rocco è una scultura in legno di tiglio realizzata da Veit Stoss, databile tra il 1510 e il 1520 e conservata nella basilica della Santissima Annunziata a Firenze.

## Storia
(Giorgio Vasari)
I più antichi documenti che parlano dell'opera sono datati al 1523, anno in cui Giovanni di Domenico Boccianti assunse dal convento della basilica della Santissima Annunziata di Firenze il patronato di una cappella che venne consacrata a san Rocco, probabilmente come segno di devozione al santo per la peste dell’anno precedente.
Giorgio Vasari, in una sua pubblicazione, definì l'opera «un miracolo nel legno».
Dal 1857 la statua è collocata nella posizione attuale, ovvero la cappella della Risurrezione. In quella data venne dipinta con pittura a olio bianca, rimossa nel 1935.

## Descrizione
La statua, realizzata a grandezza naturale, è in legno di tiglio. L'autore ripropone alcune caratteristiche iconografiche tipiche del santo: il bastone, il mantello, un copricapo, la mano che indica un bubbone sulla coscia scoperta, la lunga barba. Viene proposta però anche una variazione particolare rispetto alle rappresentazioni classiche di san Rocco: le movenze stanche e le pesanti palpebre mostrano i segni della vecchiaia, in contrasto con tutte le altre opere nelle quali il santo è raffigurato giovane.